# Antiotricha furonia
Antiotricha furonia är en fjärilsart som beskrevs av Druce 1911. Antiotricha furonia ingår i släktet Antiotricha och familjen björnspinnare. Inga underarter finns listade i Catalogue of Life.